# 2268 Szmytowna
2268 Szmytowna (1942 VW) là một tiểu hành tinh vành đai chính do Liisi Oterma phát hiện tại Turku ngày 6.11.1942.